# Porphyrella
Porphyrella G.M.Smith & G.J. Hollenberg, 1943 é o nome botânico de um gênero de algas da família Bangiaceae.

## Espécies
Apresenta duas espécies:
- Porphyrella californica Hollenb.
- Porphyrella gardneri Smith & Hollenberg